# Rose d' 'o mese 'e maggio/Core busciardo
Rose d' 'o mese 'e maggio/Core busciardo, pubblicato nel 1966, è un singolo del cantante italiano Mario Trevi.

## Storia
Il disco contiene due brani inediti di Mario Trevi. Il brano Rose d' 'o mese 'e maggio è presentato da Trevi e Mirna Doris al Festival di Napoli 1966.

## Tracce
Lato A
- Rose d' 'o mese 'e maggio  (Ippolito-Mazzocco)

Lato B
- Core busciardo  (Mazzocco)

## Incisioni
Il singolo fu inciso su 45 giri, con marchio Durium- serie Royal (QCA 1364).
Direzione arrangiamenti: M° Eduardo Alfieri.